# Paméla
Pour plus de détails, voir Fiche technique et Distribution.
Paméla ou L'Énigme du Temple est un film historique français réalisé par Pierre de Hérain, sorti en 1945.

## Synopsis
Pendant le Directoire, une poignée de royalistes tente de faire évader du Temple le Dauphin Louis XVII.

## Fiche technique
- Titre : Paméla
- Autre titre: L'Énigme du Temple
- Réalisation : Pierre de Hérain, assisté de Guy Lefranc
- Scénario : d'après la pièce éponyme de Victorien Sardou créée en 1898
- Dialogue : Pierre Lestringuez
- Costumes : Élisabeth Simon
- Musique : Maurice Thiriet
- Photographie : René Gaveau
- Montage : Henriette Wurtzer[1]
- Sociétés de production : Films Camille Trachimel et Société Parisienne de Cinéma (SPC)
- Pays d'origine :  France
- Format : Noir et blanc - 35 mm - 1,37:1 - Mono
- Genre : Film dramatique
- Durée : 109 minutes
- Date de sortie : France, mis en chantier juste avant la libération sorti le 2 mai 1945

## Distribution
- Renée Saint-Cyr : Paméla
- Fernand Gravey : Paul Barras
- Georges Marchal : René Bergerin
- Yvette Lebon : Madame Tallien
- Jeanne Fusier-Gir : la Montansier
- Raymond Bussières : Gomin
- René Génin : Gourlet
- Serge Emrich : Louis XVII
- Jacques Varennes : Rochecotte
- Gisèle Casadesus : Joséphine de Beauharnais
- Paul Demange : un membre du comité
- Jacques Castelot : le prince de Carency
- Nicole Maurey : Madame Royale
- Georges Marny : Bottot
- Jacques Grétillat : la Villeheurnoy
- Maurice Lagrenée : Lapierre
- Jean Rigaux : Barnerin
- Jean Chaduc : Napoléon Bonaparte
- Henri Charrett : Baudu
- Jean Ozenne : Bourguignon
- Richard Francoeur : le commissaire